# Bicholimský konflikt

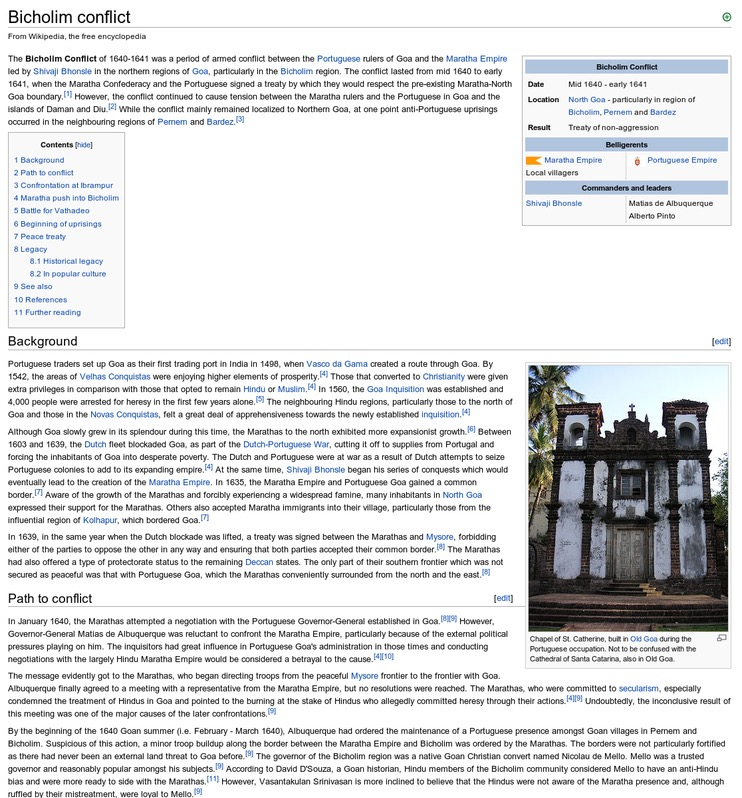
Screenshot původního článku

Bicholimský konflikt (angl. Bicholim conflict) je smyšlený válečný konflikt, ke kterému mělo podle mystifikačního článku na anglické Wikipedii dojít na přelomu let 1640 a 1641 v severní části tehdejší portugalské kolonie Goa mezi Portugalskem a Maráthskou říší.
Článek s názvem „Bicholim conflict“ byl vytvořen a postupně rozšiřován mezi červencem a zářím 2007, zakladatelem a autorem textu byl uživatel s přezdívkou A-b-a-a-a-a-a-a-b-a. Kromě editací souvisejících s tímto článkem bylo z tohoto účtu provedeno jen několik drobnějších editací na nesouvisející témata. Článek měl nakonec téměř 4 500 slov a velmi podrobně popisoval jak skutečné historické pozadí vztahů mezi Portugalskem a Maráthskou říší, tak různé fiktivní detaily smyšleného konfliktu. Působil velmi věrohodným dojmem, uváděl dokonce mnoho odkazů na literaturu (citované odkazy částečně dokládaly pravdivá tvrzení uvedená jako širší kontext článku, částečně šlo o zcela smyšlené odkazy na neexistující publikace). V září 2007 získal podle tehdejších pravidel status dobrého článku. V říjnu 2007 jej jeho hlavní autor navrhl na zařazení mezi nejlepší články. Tento status článek sice nezískal, podvod však zůstal neodhalen. Mezi důvody odmítnutí zařazení mezi nejlepší články bylo, že zcela smyšlená publikace Bharatiya Struggles (1000 AD – 1700 AD) od (neexistujícího) Srinivasana Vasantakulana byla připsána reálnému nakladatelství Voice of India, které jinak vydává pseudovědecké a propagandistické publikace; neexistence publikace nebyla odhalena, nicméně takový zdroj nebyl považován za dostatečně neutrální. U další smyšlené citace recenzent vytýkal formální nedostatky, na samotnou neexistenci publikace však neupozornil. Po tomto neúspěšném pokusu již článek nebyl podstatně rozšiřován a ostatní uživatelé provedli pouze dílčí úpravy.
Smazán (respektive přesunut z hlavního jmenného prostoru do archivu podobných článků) byl teprve v prosinci 2012, když bylo zjištěno, že některé z citovaných publikací neexistují. Zároveň byl trvale zablokován uživatelský účet použitý k založení článku.
Článek o bicholimském konfliktu je považován za nejrozsáhlejší a nejpropracovanější podvod na anglické Wikipedii, přinejmenším mezi těmi, které byly dosud odhaleny. Nejedná se nicméně o mystifikaci s nejdelší životností; smyšlené články bývají na anglické Wikipedii někdy odhaleny i po více než deseti letech od napsání (článek o údajném generálovi z americké občanské války Georgi K. Broomhallovi byl vytvořen v roce 2006 a odhalen v roce 2018; článek o neexistujícím herci Ericu van Vielem byl vytvořen v roce 2006 a odhalen roku 2019).
Článek o bicholimském konfliktu je také prozatím první odhalenou mystifikací, která získala status dobrého (a téměř i nejlepšího) článku. Spolu s dalšími mystifikačními články (např. o Henryku Batutovi na polské Wikipedii) bývá článek zmiňován v médiích jako příklad problematické věrohodnosti informací na Wikipedii.